# Privatundervisning

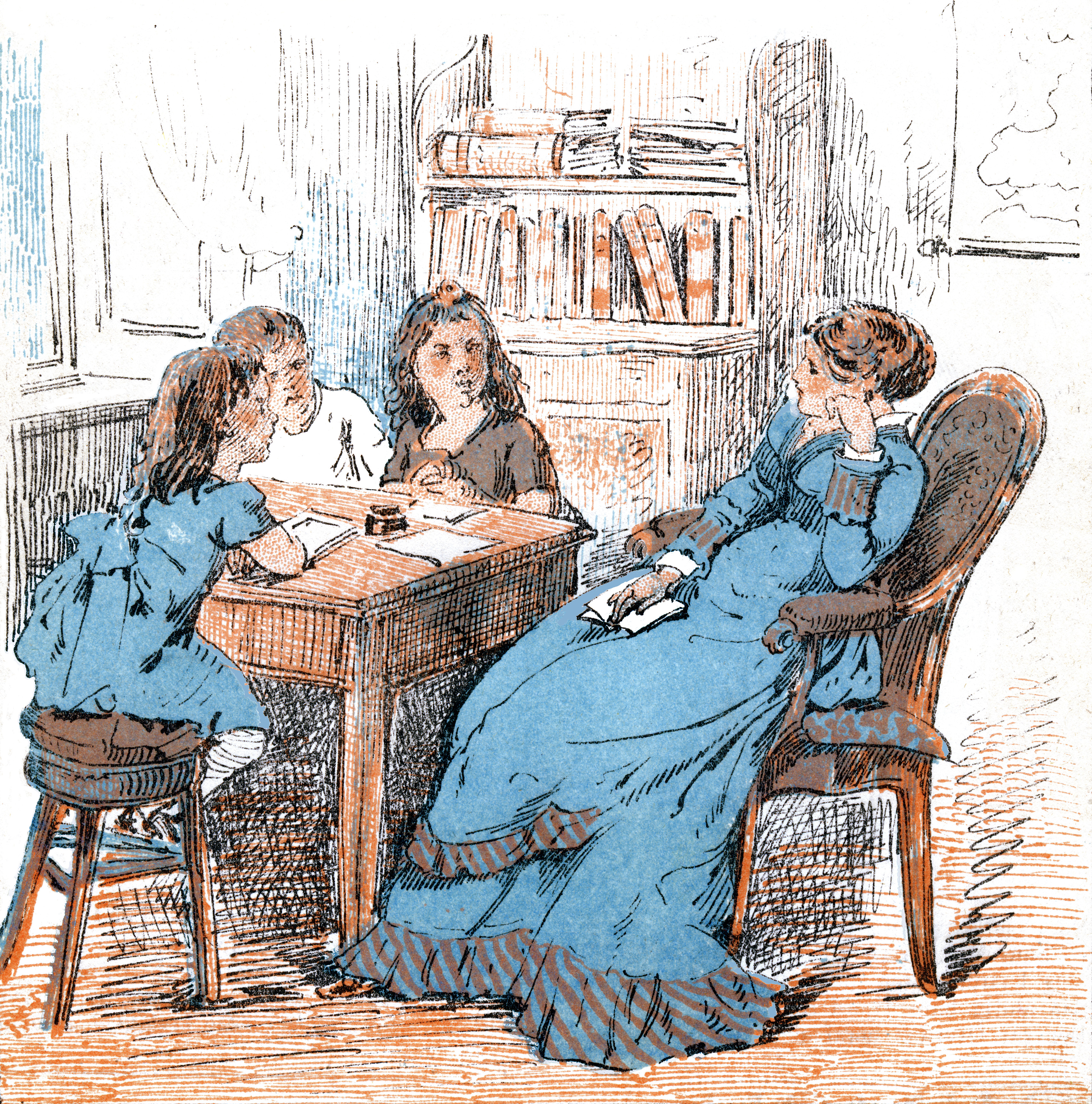
Naturhistorisk privatundervisning, 1877.

Privatundervisning är undervisning som sker utanför skolan och andra formella utbildningsinstitutioner, vanligtvis i hemmet. Privatundervisningen är också skild från annan organiserad undervisning, exempelvis kyrklig sådan. Det är en undervisningsform som har spelat stor roll historiskt, inte minst i adliga kretsar. Privatundervisning kan i princip ske inom de flesta kunskapsområden. Hemundervisning och professionell läxläsningshjälp är två besläktade studieformer, även om det senare och i vissa fall även det förstnämnda bara är ett komplement till offentlig skolgång. En speciell form av privatundervisning är den privata undervisningen i olika instrument, vilken ofta kompletterar (eller är invävt i) de formella musikstudierna. 

## I olika länder

### Sverige
Under en stor del av 1800-talet var privatundervisningen i Sverige lika omfattande som den offentliga undervisningen vid grundskolor, gymnasier och universitet. De flesta lärare gav privata lektioner, vid sidan om sin ordinarie tjänstgöring.
I mitten av 1990-talet drog utbildningsforskaren Magnus von Platen slutsatsen att privatundervisaren i förmögna hem hade gjort sitt definitiva uttåg ur historien. Under 2000-talet har dock privatundervisningen fått något av en renässans i Sverige igen, bland annat på grund av RUT-avdraget som gör privatlärarens tjänster mer ekonomiskt överkomliga.